# Kurt Adolf Eduard von Mühlen
Kurt Friedrich Adolf Freiherr von Mühlen (* 22. Januar 1905 in Ulm; † 14. Januar 1971 in Kressbronn am Bodensee) war ein deutscher Generalleutnant im Zweiten Weltkrieg.

## Familiäres
Kurt von Mühlen entstammte einer Frankfurter Patrizierfamilie, die 1629 in die patrizische Gesellschaft Zum Frauenstein und 1733 erstmals in die adlige Ganerbschaft des Hauses Alten Limpurg aufgenommen wurde. Er war der Sohn des königlich-württembergischen Generalmajors Friedrich Gustav Anton Freiherr von Mühlen (1866–1933) und dessen Frau Natalie Wollaib (1868–1951).
Kurt von Mühlen war ab 1932 mit Else Stockhaus verheiratet und hatte aus dieser Ehe zwei Söhne und zwei Töchter.

## Laufbahn
Mühlen trat am 1. April 1923 als Offiziersanwärter in das 5. Pionier-Bataillon in die Reichswehr ein. Am 1. Februar 1927 wurde er, inzwischen im 13. (Württembergisches) Infanterie-Regiment, zum Leutnant befördert. Am 1. Oktober 1936 wurde er als Hauptmann Kompaniechef im Infanterie-Regiment 75. Während des Westfeldzugs 1940 war er Kommandeur des II. Bataillons in diesem Regiment. Am 15. Juni 1940 wurde er Adjutant der 5. Infanterie-Division, mit der er ab Juni 1941 beim Unternehmen Barbarossa, dem Überfall auf die Sowjetunion, teilnahm. Am 1. Oktober 1941 wurde er zum Major befördert und zum Kommandeur des MG-Bataillons 5 ernannt. Seine Beförderung zum Oberstleutnant erfolgte am 1. April 1942. Am 6. August 1942 übernahm er die Führung des Jäger-Regiments 75 in der am 6. Juli 1942 in 5. Jäger-Division umbenannten Division, dessen Kommandeur er gleichzeitig mit seiner Beförderung zum Oberst am 1. März 1943 wurde. Im März 1944 wurde er als Lehrgangskommandeur an die Infanterieschule Döberitz und am 10. Mai 1944 zum Lehrstab 1 der Schießschule Dresden versetzt.
Am 8. Juli 1944 wurde er mit der Führung der 559. Grenadier-Division, ab 9. Oktober 1944 in 559. Volksgrenadier-Division umbenannt, an der Westfront beauftragt, und am 9. November 1944 wurde er zum Generalmajor befördert und zum Kommandeur der Division ernannt. Noch kurz vor Kriegsende, am 17. April 1945, ließ er den Soldaten Erwin Kreetz, der vom Tode seiner Frau erfahren hatte und sich daraufhin von seiner Einheit entfernt hatte, in einem Steinbruch bei Steinheim an der Murr wegen angeblicher Fahnenflucht standrechtlich erschießen. Mühlen wurde drei Tage später, am 20. April 1945, noch zum Generalleutnant befördert. Bei Kriegsende im Mai 1945 kam er in Kriegsgefangenschaft, aus der er im Juli 1947 entlassen wurde.
Nach seiner Entlassung arbeitete er von 1947 bis 1950 als Monteur, dann als Handelsvertreter für die Firma AEG.

### Auszeichnungen
- Eisernes Kreuz 2. Klasse am 18. Mai 1940
- Eisernes Kreuz 1. Klasse am 31. Juli 1940
- Deutsches Kreuz in Gold am 28. Februar 1942
- Ritterkreuz des Eisernen Kreuzes mit Eichenlaub
  - Ritterkreuz am 6. November 1942
  - Eichenlaub am 9. Januar 1945